# Gustav Kiepenheuer Verlag

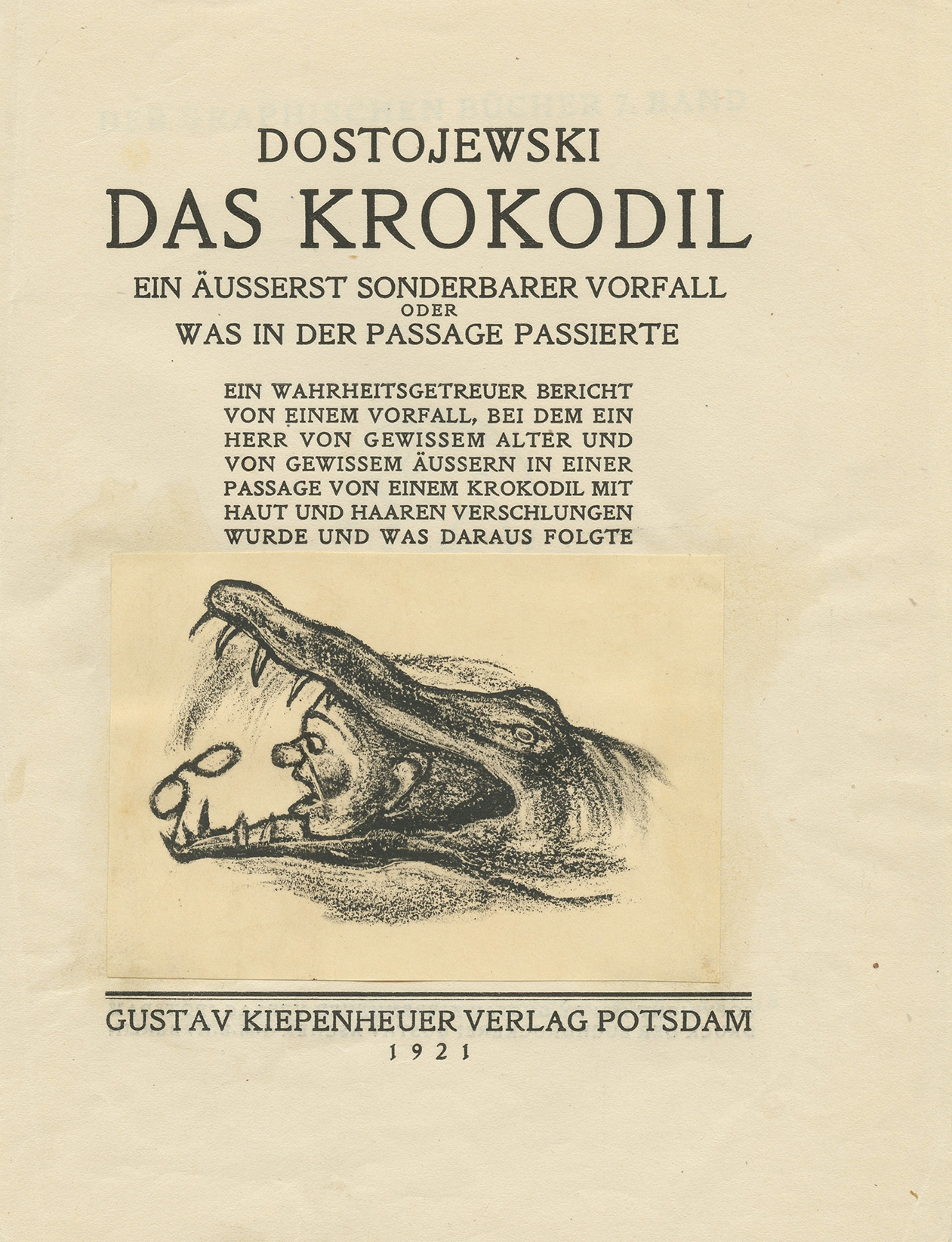
Das Krokodil von Fjodor Dostojewski, 1921

Der Gustav Kiepenheuer Verlag war ein bedeutender belletristischer Verlag in Weimar, Potsdam, Berlin und Leipzig von 1910 bis 2010.

## Geschichte

### Weimar 1910–1919
Der Buchhändler Gustav Kiepenheuer übernahm 1909 in Weimar die Hof-, Buch-, Kunst- und Musikhandlung von Ludwig Thelemann.
1910 gründete er dort den Gustav Kiepenheuer Verlag. Die ersten Verlagstitel knüpften an die Weimarer Geschichte an, so Damals in Weimar (1910) und Das Leben in Alt-Weimar von Wilhelm Bode (1912), oder das zweibändige Werk Das nachklassische Weimar von Adelheid von Schorn (1911–12).
Durch die bibliophile Buchreihe Liebhaber-Bibliothek erlangte der Verleger Ansehen unter Buchfreunden. In den folgenden Jahren wurden Werke und Zeitschriften zur Bildenden Kunst herausgegeben und die Reihe Deutsche Orient-Bücherei (1915) ins Leben gerufen.
1917 erschien erstmals die Zeitschrift Das Kunstblatt. 1918 begann die Herausgabe der Reihe der „Graphischen Bücher“, mit der Illustrationen junger Künstler zu Texten des literarischen Erbes als Originalgraphik einem größeren Leserkreis zugänglich gemacht werden sollten. Es erschienen insgesamt acht Bände mit einer Auflagenhöhe zwischen eintausendeinhundert und viertausend Exemplaren. Die Reihe wurde „zu einem wichtigen Dokument der Buchkunst des ausgehenden Expressionismus.“

### Potsdam 1919–1929

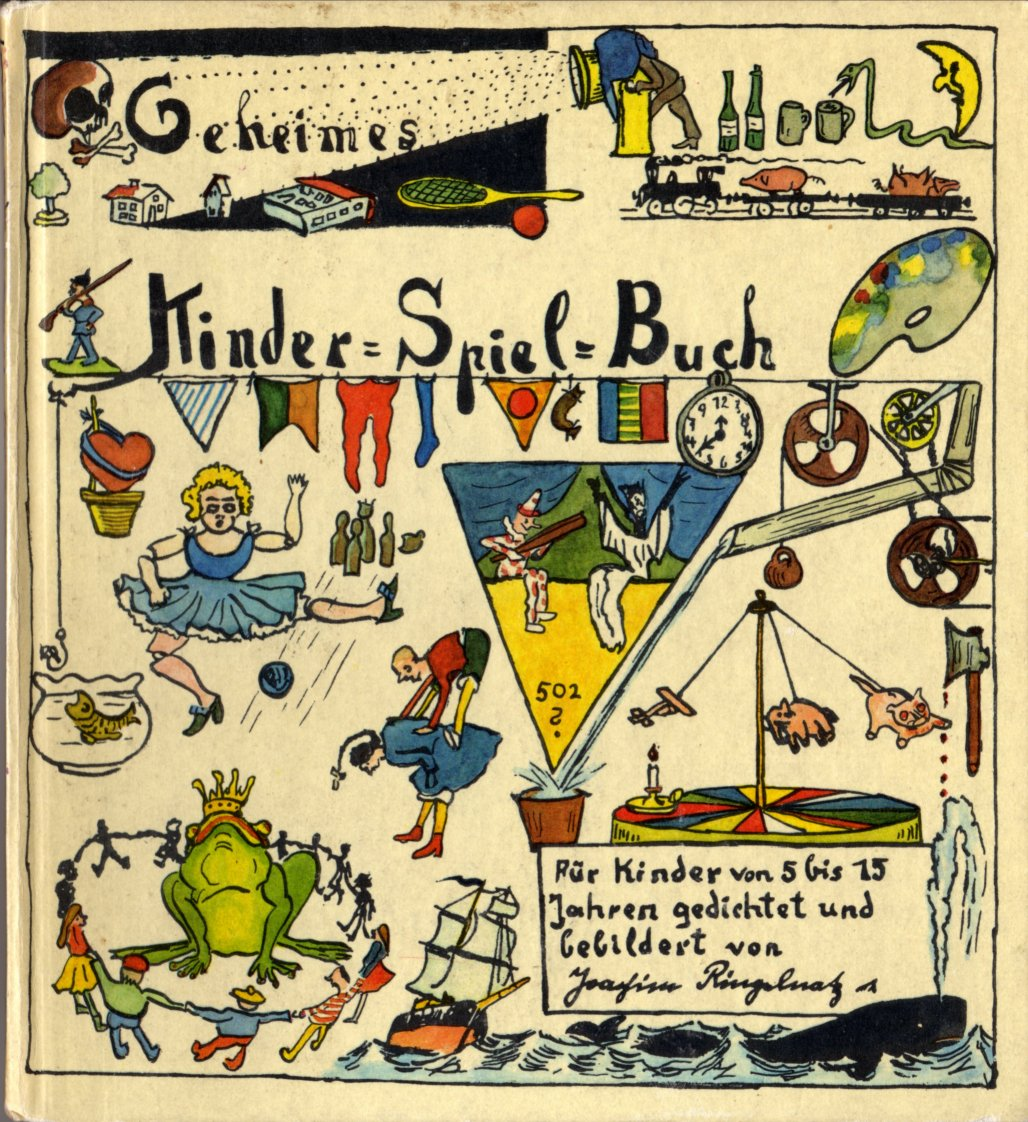
Geheimes Kinderspielbuch von Joachim Ringelnatz, 1924

1919 zog der Verlag nach Potsdam um. Als Autoren stießen André Gide, Bert Brecht, George Bernard Shaw, Lion Feuchtwanger, Hans Henny Jahnn, Arnold Zweig und Anna Seghers hinzu, die für ein linksbürgerliches Programm standen. Zweigs Streit um den Sergeanten Grisha (1927) war das erfolgreichste Buch in der frühen Verlagsgeschichte. Hermann Kesten wurde 1928 Verlagslektor und Hausautor.

### Berlin 1929–1944

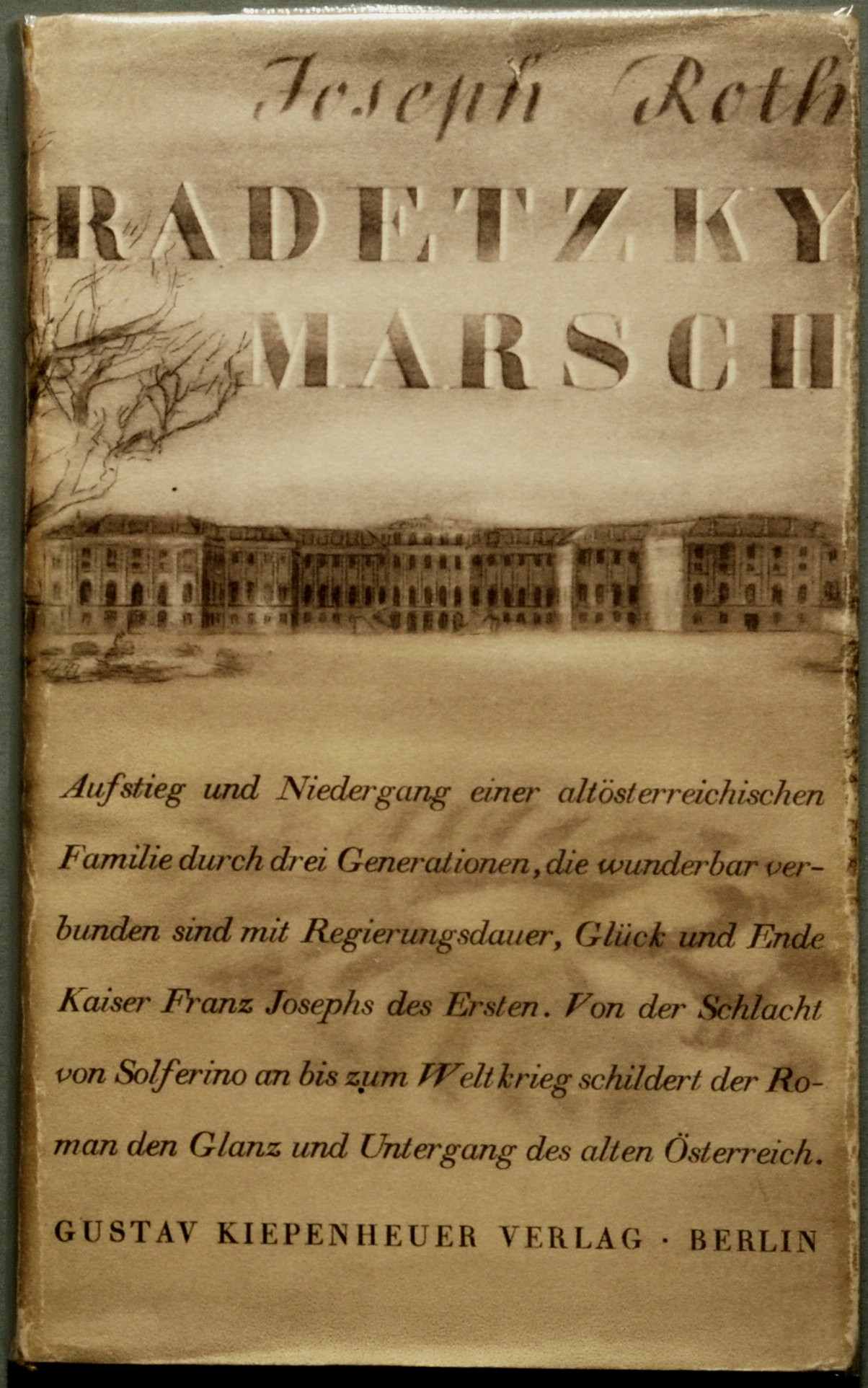
Radetzkymarsch von Joseph Roth, 1932

Nach dem Umzug nach Berlin 1929 konnten auch Gottfried Benn, Marieluise Fleißer und Joseph Roth gewonnen werden; damit veröffentlichte ein Großteil der belletristischen Schriftsteller-Elite zwischen den Weltkriegen seine Werke bei Kiepenheuer.
Als die Nationalsozialisten 1933 die Macht übernahmen, wurden 75 % der Verlagsproduktion in Deutschland verboten.
Gustav Kiepenheuer musste mit einem verminderten Verlagsprogramm weitermachen. Der Mitinhaber und Geschäftsführer Fritz Helmut Landshoff und der Lektor Hermann Kesten emigrierten nach
Amsterdam und gründeten dort die Exilverlage Allert de Lange und Querido.
Seit 1936 wurde in Berlin die Reihe Kiepenheuer Bücherei herausgegeben, die Reiseschilderungen, philosophische Texte sowie Briefe und Äußerungen von alten und modernen Dichtern enthielt.
Das Berliner Stammhaus wurde 1944 auf Anordnung der Reichsschrifttumskammer vollständig geschlossen.

### Leipzig 1946–1977
1946 wurde der Gustav Kiepenheuer Verlag in Leipzig durch Gustav Kiepenheuer neu gegründet.
Joseph Caspar Witsch wurde 1948 Mitgesellschafter und Geschäftsführer.
Nach dem Tod von Gustav Kiepenheuer 1949 führte seine Witwe Noa Kiepenheuer den Verlag fort.
1951 ging Joseph Caspar Witsch in den Westen und gründete den Kiepenheuer & Witsch-Verlag in Hagen, (später in Köln).
Seit 1956 erschien in Leipzig die Reihe Gustav Kiepenheuer Bücherei mit anspruchsvoller historischer und zeitgenössischer Belletristik.
1971 führte Friedemann Berger den Verlag nach dem Tod der Verlegerwitwe Noa Kiepenheuer in Weimar (?) weiter.

### Leipzig 1977–2010
1977 wurde der Gustav Kiepenheuer Verlag an den Kinderbuchverlag Berlin verkauft. Es folgte ein Zusammenschluss mit dem Insel Verlag Leipzig, der Dieterich’schen Verlagsbuchhandlung und dem Paul List Verlag zur Verlagsgruppe Kiepenheuer mit Sitz in Leipzig. Die editorische Tätigkeit bewegte sich fast ausschließlich im Bereich der klassischen Weltliteratur, der Kulturgeschichte, der europäischen Avantgarde des Jahrhundertbeginns sowie der orientalischen Philosophie und Literatur.
Die Wende von 1989 führte dazu, dass der Verlag 1994 in die Berliner Aufbau-Verlagsgruppe des Verlegers Bernd F. Lunkewitz eingegliedert wurde. Der Verlagssitz blieb vorerst noch in Leipzig, wurde aber bis Ende 2003 sukzessive nach Berlin überführt.
Programmschwerpunkt war zunächst (wieder) die Gegenwartsliteratur; danach war der Verlag vorwiegend in den Sparten Unterhaltungsliteratur, populäres Sachbuch und Geschenkbuch positioniert.
Im Jahre 2010 wurde der Betrieb des Kiepenheuer Verlags von der Aufbau-Gruppe eingestellt.

### Archiv
Das Archiv des Gustav Kiepenheuer Verlags in Leipzig befindet sich als Depositum im Sächsischen Staatsarchiv Leipzig seit 1996. Es besteht aus „Geschäftsberichte(n); Sitzungsprotokolle(n); Autorenkorrespondenz (unter anderem mit Lion Feuchtwanger, Hermann Hesse, Victor Klemperer, Oskar Kokoschka, Joachim Ringelnatz, Carl Zuckmayer, Stefan Heym); Lektoratsgutachten; Verlagsverträge(n); Verlagsgeschichte; Familienunterlagen Kiepenheuer (und) Fotos“. Zusammen mit dem Leipziger Teil der Dieterich’schen Verlagsbuchhandlung, wurde es als national wertvolles Archiv unter Kulturgutschutz gestellt, im Sinne der Haager Konvention zum Schutz von Kulturgut bei bewaffneten Konflikten.